# تشارلز هيغينز
تشارلز هيغينز (بالإنجليزية: Charles Higgins)‏ (12 مايو 1921 في المملكة المتحدة - 30 يناير 1997 في المملكة المتحدة) هو لاعب كرة قدم بريطاني (وحمل سابقاً جنسية المملكة المتحدة لبريطانيا العظمى وأيرلندا) في مركز الظهير. لعب مع نادي ماذرويل ونادي تشستر سيتي ونادي أردريونيانز ونادي ستيرلينغشير الشرقية ونادي اربوراث ونادي ألبيون روفرز.